# Fedor Haenisch
George Fedor Haenisch (* 21. August 1874 in Berlin; † 24. Dezember 1952 in Hamburg) war ein deutscher Radiologe.

## Leben
Der Architektensohn studierte Medizin an der Universität Straßburg. Er wurde 1901 approbiert und promoviert, arbeitete anschließend als Hochschulassistent in Kiel und Straßburg. 1906 wurde er Volontärarzt am Allgemeinen Krankenhaus St. Georg in Hamburg und Teilhaber des privaten Röntgeninstituts von Heinrich Albers-Schönberg. Von 1911 bis 1913 war er Röntgenologe im Hafenkrankenhaus in Hamburg. Von 1913 bis 1945 leitete er die Röntgenabteilung des Allgemeinen Krankenhauses Barmbek. 1919 wurde er an der Universität Hamburg habilitiert und durch Beschluss des Hamburger Senats der Professorentitel verliehen. 1931 wurde er zum außerordentlichen Professor ernannt.
Haenisch war in vielen Ärztegremien in Hamburg und Deutschland tätig: Von 1927 bis 1933 war er „Ständiger Sekretär“ der Deutschen Röntgen-Gesellschaft und vertrat sie auf internationalen Kongressen. Er war Ehrenmitglied des American College of Radiology. Von 1920 bis 1930 war er in der DVP, zum 1. Mai 1933 trat er der NSDAP bei (Mitgliedsnummer 3.000.653). Im November 1933 unterzeichnete er das Bekenntnis der deutschen Professoren zu Adolf Hitler.
Haenisch war ein Wegbereiter der Hochvolttherapie, die er 1937 in den USA kennenlernte. Eine Musteranlage in Hamburg wurde bis zum Kriegsausbruch 1939 nicht mehr fertiggestellt.
Im Jahr 1944 erhielt er die Goethe-Medaille für Kunst und Wissenschaft.

## Schriften
- Über die röntgenologische Lagebestimmung von Geschossen zwecks operativer Entfernung (Interessante Steckschafsbefunde). In: Festschrift Herrn Geheimrat Professor Dr. Otto Wilhelm Madelung in Strassburg zu seinem 70. Geburtstage (15. Mai 1916) überreicht von Freunden und Schülern. Laupp, Tübingen 1916, S. 76–105.
- mit Hermann Holthusen: Einführung in die Röntgenologie. Ein Lehrbuch für Ärzte und Studierende. Thieme, Leipzig 1933; 5. Auflage: Thieme, Stuttgart 1951.